# يوليوس إيفولا
يوليوس جوليو سيزاري أندريا إيفولا (بالإيطالية: Julius Evola) (19 مايو 1898 - 11 يونيو 1974) و المعروف أيضاً باسم يوليوس إيفولا. هو فيلسوف وروحاني إيطالي. اعتبر إيفولا مواقفه وقيمه الروحية أرستقراطية وتقليدية وذكرية وبطولية ورجعية بتحد
كان إيفولا ذائع الصيت في الأوساط المتطرّفة، بسبب معتقداته الماورائية والسحرية والفائقة للطبيعة (بما في ذلك الأشباح، والتخاطر، والسيمياء أي الكيمياء القديمة)، وتقليديّته المتطرّفة، حتى أنه أطلق على فلسفته«المثالية السحرية»، تتناول معظم نظريّات إيفولا وكتاباته عداءه للمسيحيّة، وروحانيته الخاصة، ودراسة القوى الخارقة والتنجيم، والدراسات الباطنية، وقد أثّر بالعديد من المنجّمين والروحانيّين، برأي إيفولا هيمنة الذكور على الإناث هي تعبير طبيعي عن رغبتهم، وتتبع هذه النظرية وجهات نظر تقليدية حول أدوار الجنسين، التي تطالب النساء بممارسة أدوارهم التقليدية. 
يقول الباحث فرانكو فيراريسي: « تعتبر أفكار إيفولا الأكثر راديكالية ومُناهَضة للمساواة، والحركة التحرّرية، والديمقراطية في القرن العشرين»، إنه مزيج فريد من نوعه (وإن لم يكن بالضرورة أصلياً) بين العديد من المدارس والتقاليد، بما في ذلك المثالية الألمانية والعقائد الشرقية والتقليدية، والرؤية الكونيّة أو رؤية العالم(بالألمانية (Weltanschauung للحركة الثورية المحافظة بين الحربين، والتي كان لإيفولا مشاركة شخصية كبيرة فيها. وصف المؤرخ آرون جيليت إيفولا بأنّه «واحد من أكثر العنصريين الفاشيين تأثيراً في التاريخ الإيطالي». وقد أُعجَب بالرئيس هاينرش الذي التقاه ذات مرة. قضى إيفولا الحرب العالمية الثانية في الشرطة الأمنية الألمانية((Sicherheitsdienst، خلال محاكمته في عام 1951، نفى إيفولا كونه فاشيا وبدلاً من ذلك أشار إلى نفسه على أنه «فاشي فائق»، كتبت المؤرخة إليزابيتا كاسينا وولف «من غير الواضح ما إذا كان هذا يعني أن إيفولا كان يضع نفسه فوق الفاشية أو يتجاوزها».
كان إيفولا هو «الرئيس العقائدي» لليمين المتطرّف في إيطاليا بعد الحرب العالمية الثانية، ما زال تأثيره متواصلاً على الحركات التقليدية والفاشية المعاصرة.

## حياة إيفولا
وُلد جوليو سيزار إيفولا في روما لفينشنزو إيفولا (المولود في  4مايو1854)، وكونستيتا مانجيافاني(المولودة في 15 أغسطس1865)، وُلد كلاهما في سينيسي، وهي بلدة صغيرة في مقاطعة باليرمو في الساحل الشمالي الغربي لصقلية.
غالبًا ما يُشار إلى إيفولا على أنه بارون، على الأرجح بسبب علاقة بعيدة مزعومة مع عائلة أرستقراطية صغيرة لمملكة صقلية، لا يُعرف الكثير عن تربيته المبكرة. درس إيفولا الهندسة في روما، لكنه لم يكمل دراسته لأنه «لا يريد أن يشارك بأي شكل من الأشكال في الاعتراف الأكاديمي البرجوازي والألقاب مثل الطبيب والمهندس».
في سنوات مراهقته، كان إيبولا غارقاً في الرسم -أحد مواهبه الطبيعية- والأدب، بما في ذلك أوسكار وايلد وغابرييل دانونسيو. وتعرّف على فلاسفة مثل فريدريك نيتشه وأوتو وينر. تضمّنت التأثيرات الفلسفية المبكرة الأخرى كارلو ميشيلستيدر وماكس ستيرنر. 
خدم إيفولا في الحرب العالمية الثانية كضابط مدفعي على هضبة أسياجو، وانجذب إلى الطليعية(بالفرنسية avant-garde) بعد ذلك، ارتبط بعدها لفترة وجيزة مع حركة المستقبليين لفيليبو توماسو مارينيتي. أصبح إيفولا ممثلاً بارزًا للدادانية(dadaism) في إيطاليا من خلال لوحاته وشعره وتعاونه مع مجلة«ريفو بلوRevue Bleue». في عام 1922، بعد أن خلص إلى أن الفن الطليعي أصبح تجاري، قلَّل من تركيزه على التعبير الفني بالرسم والشعر. 
قُبَض على يوليوس إيفولا في عام  1951وحُوكِم. كان يُشتبه في أنه كان عقائدياً في منظمة الفاشية الجديدة المسلَّحة «Fasci di Azione Rivoluzionaria».
توفي إيفولا في 11يونيو 1974 في روما.

## الأعمال

### المسيحيّة
في عام 1928، كتب إيفولا هجوماً على المسيحية بعنوان «الإمبريالية الوثنية»، اقترح فيه تحويل الفاشية إلى نظام يتوافق مع القيم الرومانية وتقاليد الغموض القديمة. اقترح إيفولا أن الفاشية يجب أن تكون وسيلة لإعادة النظام الطبقي والأرستقراطية في العصور القديمة. على الرغم من أن إيفولا استحضر مصطلح «الفاشية» في هذا النص، فإن كتاباته اُنتقدَت من قبل كل من النظام الفاشي والفاتيكان نفسه. يقول جيمس جريجور بأن النص يمثّل هجوماً على الفاشية، لكن بينيتو موسوليني استخدمه من أجل تهديد الفاتيكان بإمكانية وجود «فاشية ضد رجال الدين».

### البوذية
في كتابه «عقيدة الصحوة»، جادل إيفولا بأنه يمكن اعتبار شريعة بالي ممثلة للبوذية الحقيقية، وفي تحليله للبوذية رأى إيفولا أنها كانت في المقام الأول تهدف إلى أن تكون معادية للديمقراطية. كان يعتقد أن البوذية كشفت عن جوهر «الآرية» التي انحرفت عن مسارها في الغرب.

### الحداثة
في كتابه «تمرد ضد العالم الحديث» يروّج إيفولا لأساطير العصر الذهبي القديم. في هذا العمل، وصف إيفولا ملامح مجتمعه التقليدي المثالي، وجادل بأن الحداثة تمثل انحداراً خطيراً عن المجتمع المثالي. يرى إيفولا أنّه في العصر الذهبي المُفترَض، كانت القوة الدينية والزمنية متّحدة. لقد كتب أن المجتمع لم يرتكز على الحكم الكهنوتي، بل على محاربين يعبّرون عن قوتهم الروحية. في علم الأساطير، وجد إيفولا دليلاً على تفوق الغرب على الشرق. علاوةً على ذلك، ادّعى أنّ النخبة التقليدية لديها القدرة على الوصول إلى السلطة والمعرفة من خلال نسخة تراتبية من السحر، تختلف عن الأشكال «الخرافية والاحتيالية» الأخفض للسحر.
خلال الستينينات من القرن العشرين، وصل إيفولا إلى قناعة بأنّ اليمين لم يعد بإمكانه الحدّ من عملية انحطاط الحضارة الحديثة. وبرأي «إي سي وولف» هذا هو السبب في كتابة «رايد ذا تايغرRide the Tiger». اختار يوليوس إيفولا الابتعاد تماماً عن المشاركة السياسية النشطة. ومع ذلك، لم يستبعد إمكانية العمل في المستقبل. قال إن على المرء أن يبقى حازماً ومستعداً للتدخّل عندما يكون النمر «قد سئم من الجري». يقول جودريك كلارك: «يُعتبَر إيفولا المثل الأعلى لـلعدمي المُستعد للتصدّي بعنف ضد الانحطاط الحديث».

## السحر والتنجيم
حوالي عام 1920، اتّجهت اهتمامات إيفولا إلى الدراسات الروحية، والخارقة للعادة، وفوق العقلانية، قرأ العديد من النصوص، وتطرّق إلى التنجيم والسحر والكيمياء القديمة والدراسات المشرقية، مثل اليوغا التبتية التانترية.
حاول إيفولا الانتحار في عامه الثالث والعشرين، وادّعى أنه عَدَل عن الفكرة بفضل الوحي الذي تملّكه عند قراءة نص بوذي، يتناول التخلّص من جميع أشكال الهويّة ما عدا التسامي المطلق، نشر إيفولا فيما بعد نص «عقيدة الصحوة»، الذي يعتبر بمثابة سداد دينه للبوذية لإنقاذه من الانتحار.

## وجهات نظر إيفولا حول الجنس وأدوار الجنسين
برأي إيفولا «العلاقات العادلة بين الجنسين تشمل النساء اللواتي يعترفن بعدم المساواة مع الرجال». في عام 1925، كتب مقالًا بعنوان«المرأة كشيء- La donna come cosa». اقتبس إيفولا مقولة لجوزيف دي ميستري بأن «المرأة لا يمكن أن تكون متفوقة إلا كامرأة، ولكن منذ اللحظة التي ترغب فيها في محاكاة الرجل، ليست سوى قرد»، يرى إيفولا أن تحرّر المرأة يعني «تخلّي المرأة عن حقها في أن تكون امرأة». بالنسبة لإيفولا المرأة النقية الأنثوية، « لا تنظر للرجل على أنّه مجرّد زوج أو حبيب، بل سيّد» وستجد المرأة هويتها الحقيقية في خضوعها التام للرجال.

## روابط خارجية
- يوليوس إيفولا على موقع ديسكوغز (الإنجليزية)